# Soranyi Rodríguez
Soranyi Rodríguez (* 22. August 1992) ist eine dominikanische Leichtathletin, die im Mittel- und Langstreckenlauf an den Start geht.

## Sportliche Laufbahn
Erste internationale Erfahrungen sammelte Soranyi Rodríguez im Jahr 2018, als sie bei den Zentralamerika- und Karibikspielen (CAC) in Barranquilla in 36:02,87 min den sechsten Platz im 10.000-Meter-Lauf belegte. 2023 gelangte sie dann bei den CAC-Spielen in San Salvador mit 35:19,37 min auf den sechsten Platz.
In den Jahren 2019 und 2023 wurde Rodríguez dominikanische Meisterin im 1500-Meter-Lauf sowie 2019 auch über 5000 Meter und 2023 über 10.000 Meter.

## Persönliche Bestzeiten
- 1500 Meter: 4:36,49 min, 1. Juni 2019 in Santo Domingo
- 5000 Meter: 16:34,62 min, 3. Mai 2019 in Santo Domingo
- 10.000 Meter: 34:45,99 min, 2. Mai 2019 in Santo Domingo
- Halbmarathon: 1:15:47 h, 29. Oktober 2023 in Luzern (dominikanischer Rekord)
- Marathon: 2:43:26 h, 24. November 2019 in Santiago de los Caballeros (dominikanischer Rekord)